# Устье (Ядровская волость)
Устье — деревня в Ядровской волости Псковского района Псковской области.
Расположена на побережье реки Дубина, в 15 км (по дорогам) к юго-востоку от южной границы Пскова и деревни Черёха.
Численность населения деревни по состоянию на 2000 год составляла 4 жителя.